# 坦噶尼喀省
坦噶尼喀省（法語：Province du Tanganyika）是位于刚果民主共和国东南部的一个省，首府卡莱米，與坦尚尼亞以坦干依喀湖（Lac Tanganyika）相隔，並和尚比亞接壤，人口3,035,852（2015年），面積134,940 km²。

## 坦噶尼喀省的镇
- 卡莱米（Kalemie）
- 马诺诺（Manono）